# ميشيل جافي
ميشيل جافي (بالإنجليزية: Michele Jaffe)‏ (20 مارس 1970، لوس أنجلوس في الولايات المتحدة)؛ كاتِبة مُتخصِّصة في أدب الأطفال وروائية أمريكية. درست في جامعة هارفارد.